# Microlife Corporation
Microlife Corporation  (chiński: 百略医学科技股份有限公司) – to firma zajmująca się diagnostyką medyczną, która specjalizuje się w opracowywaniu i produkcji ciśnieniomierzy, termometrów cyfrowych, pikflometrów, urządzeń do terapii ciepłem, glukometrów, urządzeń do pomiaru wagi oraz laktatorów. Microlife jest obecnie największym na świecie producentem cyfrowych termometrów medycznych i głównym dostawcą elektronicznych urządzeń do monitorowania ciśnienia krwi. Firma posiada międzynarodowe oddziały na całym świecie.

## Historia

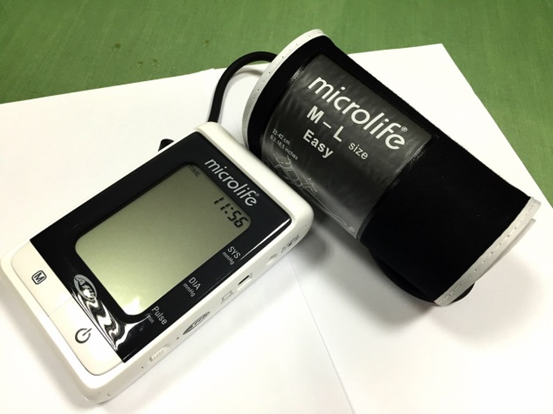
А200, ciśnieniomierz z wykrywaniem migotania przedsionków

Microlife zostało założone w Tajpej na Tajwanie w 1981 roku. Po założeniu firma była znana jako „Micro Idea Instruments Co.” Jej pierwszym produktem był cyfrowy termometr medyczny, a w 1985 roku. W 1995 roku firma dodała do swoich linii produktów ciśnieniomierze. W 1996 roku otwarto oddział w Szwajcarii, a w kolejnym roku otwarto pierwsze biuro w Stanach Zjednoczonych.  W 2002 roku Microlife przejęło firmę Biddeford Blankets z siedzibą w stanie Maine. Cztery lata później przejęło producenta sprzętu do diagnostyki medycznej, HealtheTech z siedzibą w Golden w stanie Kolorado.
W 2009 roku Microlife stał się pierwszym producentem sprzętu do diagnostyki medycznej, który wyprodukował ciśnieniomierz wykrywający zarówno nadciśnienie, jak i migotanie przedsionków (oba te objawy są objawami ostrzegawczymi udaru mózgu). Microlife rozpoczął współpracę z PharmaSmart w 2012 roku, aby poszerzyć zasięg w Stanach Zjednoczonych.
Firma nawiązała współpracę z Fundacją Billa i Melindy Gatesów, aby opracować niedrogie urządzenie do pomiaru ciśnienia krwi (Microlife CRADLE VSA) przeznaczone do użytku w krajach o niskich i średnich dochodach. Było ono używane w takich krajach jak Zambia, Zimbabwe i Tanzania.
W 2018 roku firma Microlife została zakupiona przez fundusz Midas Group przy współpracy z bankiem Morgan Stanley.

## Produkty
Urządzenia medyczne Microlife są dopuszczone do użytku szpitalnego. Oprócz urządzeń do pomiaru ciśnienia krwi, firma produkuje również urządzenia do pomiaru gorączki, astmy, termoterapii, kontroli masy ciała i pomiaru stężenia glukozy we krwi.